# Taraman (Semendawai Suku III)
Taraman is een bestuurslaag in het regentschap Ogan Komering Ulu van de provincie Zuid-Sumatra, Indonesië. Taraman telt 1747 inwoners (volkstelling 2010).